# Cykelsymfonien
Cykelsymfonien er en dansk kortfilm fra 1983, der er instrueret af Åke Sandgren efter eget manuskript.

## Handling
En cykel stjæles og skifter flere gange ejermand. Til slut er den atter tilbage, hvor den kom fra - uden at ejermanden har opdaget noget.